# Spiraea nipponica
Spirée nippone, Spirée du Japon
Espèce
La Spirée nippone ou Spirée du Japon (Spiraea nipponica) est une espèce de plantes de la famille des Rosacées originaire du Japon.